# Louis Linn

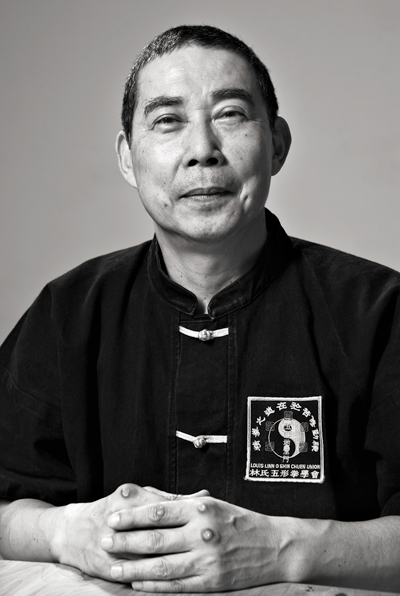
Da Sifu Louis Linn

Louis Linn, (林瑞耀) född 1947 i Tokyo, är en kampsportmästare som undervisar i stilen O Shin Chuen (五形拳; pinyin: wu xing quan), en traditionell fukien shaolinstil, i Sverige. Han introducerade den kinesiska stridskonsten wushu, även kallad kung fu, i Sverige 1975 och blev snart en känd kampsportsinstruktör.
Han anlitades perioden 1979–1983 för att undervisa närstrid för officerarna på Kustjägarskolan för vilket han tilldelades Kustjägarskolans trästatyett ”jägaren”; han var den 12:e personen som tilldelats denna utmärkelse sedan 1956. Från 1982 till 1985 anlitades han av Stockholmspolisens särskilda insatsstyrka. Även Kungliga Operan (1978–1983) och Stockholm International School (1997–1998) anlitade Linn för Wushu träning.
År 1979 grundade han Svenska Wushuförbundet och han var en av huvudpersonerna som 1985 grundade European Wushu Federation och 1990 International Wushu Federation. Senare deltog han även i grundandet av European Shuai Jiao Union 2004.
Linn är fortfarande aktiv som chefsinstruktör inom O Shin Chuen Union, en organisation han grundade 1977 för att befrämja utvecklingen av O Shin Chuen.

## Före ankomsten till Sverige
Louis Linn föddes i Tokyo och växte upp i Taipei där han redan som barn kom i kontakt med stridskonst.
Efter militärtjänsten i specialstyrkorna startade han sin första kampsportskola i Taipei och engagerades i filmindustrin i Taiwan och Hong Kong, och blev en känd filmskådespelare. När han sedan lämnade filmkarriären beslöt han sig för att helt ägna sig åt att undervisa och utveckla O Shin Chuen. 

## Studier i stridskonst och litteratur
Som sjuåring lärde han sig O Shin Chuen av Master Lim Tsua. I tonåren började han studera Shuai Jiao, kinesisk brottning, för den kända stormästaren Chang Tung Sheng. Linn har även studerat Tai Chi Chuan för Wang Tsao Rong. och för Tien Lung studerade han kinesisk litteratur och poesi

## Etablerade Wushu
Premiäruppvisningen för kinesisk Kung Fu i Sverige gjordes av Linn på Karate Galan i Eriksdalshallen i Stockholm den 8 september 1975. Samma år grundade han Stockholms Kung Fu Klubb som senare bytte namn till Stockholms Wushu Akademi, den första wushu/kung fu-klubben i Sverige. Två år senare grundade han Louis Linn O Shin Chuen Union, en organisation för utveckling av stilen O Shin Chuen. Organisationen utökades snart med fler föreningar, däribland Skövde Wushuförening 1978 som fortfarande är aktiv. För att befrämja utvecklingen av Wushu grundade han 1979 Svenska Wushuförbundet.
På de nordiska tyngdlyftningsmästerskapen 1977 utförde han en spektakulär uppvisning som uppmärksammades i svensk television, Sportspegeln, då han ”knäckte tegelstenar med pannan [och] fem tegelstenar rök all världens väg!”. Det var första gången som man visade asiatisk kampsport i svensk television.
Linn deltog i det första mötet för förberedandet av grundandet av ett internationellt Wushuförbund 1984, vilket hölls i Hubei, Kina. Mötet resulterade i att en grupp från Chinese Wushu Association sändes till Europa. Det var den första gången som en grupp av kinesiska wushuexperter besökte Sverige, däribland fanns Cai Longyun, Su Zifang och Chen Chuanrui, vilka gjorde flera uppvisningar i både Sverige, England och Italien.
Följt av det kinesiska wushubesöket i Europa grundades European Wushu Federation 1985 av bland andra Linn, representerande det Svenska Wushuförbundet. Han var vice ordförande i European Wushu Federation och ordförande i den tekniska kommittén, 1989-91. Han var även aktiv 1990 i grundandet av International Wushu Federation. 
För att ytterligare sprida wushu bjöd Linn in flera kinesiska wushuexperter till Sverige. Tai chi chuan-mästarinnan Su Zifang och allround wushu-mästarinnan Zhang Yuping (2002 chef för utlandssektionen i Chinese Wushu Association) besökte Sverige flera gånger för att göra uppvisningar och att undervisa i standardiserad wushu under perioden 1986–1990.
Hans senare bidrag på den internationella arenan har varit att medverka i grundandet av European Shuai Jiao Union 2004 och blev då vald till vice ordförande.

### Gästinstruktör
Flera organisationer har inbjudit Linn som gästande instruktör, från skolor till militär.
Han undervisade O Shin Chuen på Kungliga Operan i Stockholm 1978–1983 och International School of Stockholm 1997–1998. 
Perioden 1979–1983 instruerade han befäl på Kustjägarskolan) i närstridstekniker med handeldvapen. Som tack för sin tjänstgöring fick han den gröna baskern med Neptunigaffeln (den gyllene treudden) och kustjägarskolans egen "jägare" i trä. Han var den 12:e sedan 1956 som tilldelats denna utmärkelse. Det började som ett försök i ett par månader, resulterade i ett flerårigt kontrakt och ledde även till att han anlitades för att instruera Stockholmspolisens särskilda insatsstyrka 1982–1985 i antiterrorist taktik och närstridsteknik.
Andra kampsportsorganisationer bjöd in Linn som gästande instruktör. Han gästade Israels Kyokushinkai-karateförbund 1979. Under 1989 gästade han en helgkurs och ett träningsläger arrangerat av Finlands Karateförbund i Helsingfors. I Sverige har han gästinstruerat i Soke Bo Munthes svenska ninjutsuorganisation 1975, 1990 och 1993. All Scandinavian Goju-Kai Karate-Do Federation inbjöd Linn som gästinstruktör till sitt läger i Eskilstuna 2009.

### Domare

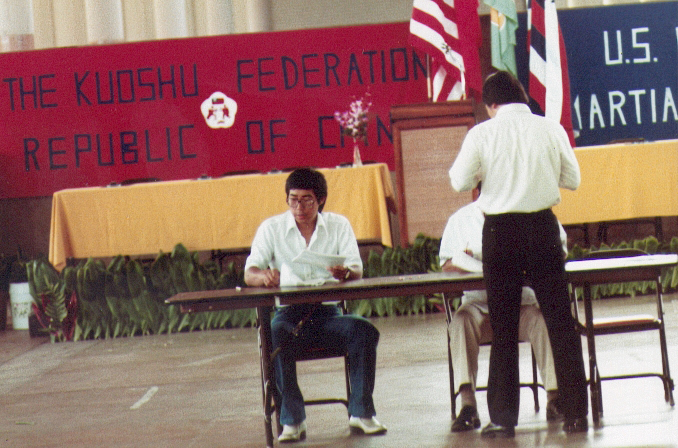
Louis Linn sitter som chefsdomare vid de tredje internationella Kuoshu mästerskapen i Hawaii 1980

Linn har varit aktiv som huvuddomare vid flera stora internationella mästerskap: 3rd International Kuoshu Championships 1980 i Hawaii, USA; de Italienska Wushumästerskapen 1984 i Bologna; Franska Kung Fu-mästerskapen 1985 i Paris; 3rd European Wushu/Taolu Championship 1989 i Chieti, Italien; Shuai Jiao-mästerskapen i 10th World Cup International Martial Arts Championship 2005 i Milano, Italien;  1st European Shuai Jiao Championship 2005 i Castellon, Spanien; 2nd European Shuai Jiao Championship 2006 i Luton, Storbritannien; Shuai Jiao och Lei Tai Sanda i 1st European Chinese Kuoshu Championships 2008 i Lugano, Schweiz; och vid de europeiska Shuai Jiao-mästerskapen i Rom 2010.

Den största domarpositionen hade han 1991 då han tjänstgjorde som Deputy General Chief Referee vid de 1st World Wushu Championships i Peking, Kina.

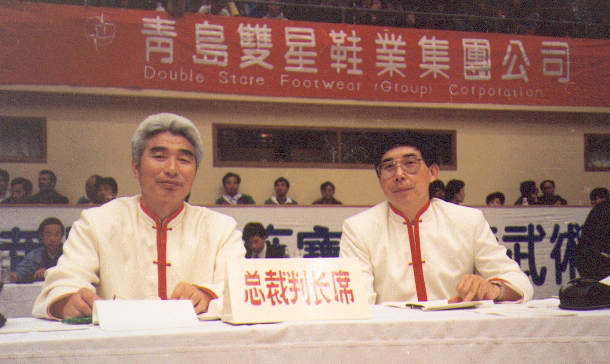
Louis Linn sitter som vice generalchefsdomare vid de första Wushu världsmästerskapen i Peking, Kina, 1991.

### Tävlingsarrangör
Den första internationella wushutävlingen i Sverige hölls 1984 då Linn bjöd in ett lag från USA, Daniel Kane Pais White Dragon Martial Arts Society, för att tävla mot svenska wushulandslaget. Året därpå arrangerade han en landskamp i Sanda mellan Sverige, England och Frankrike. 
År 1989 arrangerade han det första europamästerskapet i wushu i Sverige: 3rd European Wushu/Sanda Championship, "[...] the largest ever gathering of its kind with the highest level in Europe." De 3:e europeiska Wushumästerskapen uppskattades av det europeiska wushuförbundets ordförande Ray Smith som i ett tackbrev skrev att Linn satt en hög standard för arrangemang av europeiska wushumästerskap. Tidigare samma år var Linn både chefsorganisatör och huvuddomare i de 3rd European Wushu/Taolu Championship i Chieti, Italien. 

### Läger
Det första svenska träningslägret i Kina arrangerade Linn 1992 med deltagare från Svenska Wushuförbundet. Han intervjuades av China Sport och benämndes ”Father of Wushu in Sweden”.
Efterföljande Kinaläger arrangerades 1993, 1995, 1997 och 2002, det senaste hade 65 deltagare. Svenskarnas wushuläger i Kina uppmärksammades i kinesisk press med artiklar som ”Seeking Root– A Swedish Wushu Training Camp in Beijing.” och ”Wushu vikings visit Beijing.”

## Utmärkelser
Aktiv i både tävlingssammanhang och i etablerande av organisationer har gjort att han uppmärksammats och tilldelats många utmärkelser. 

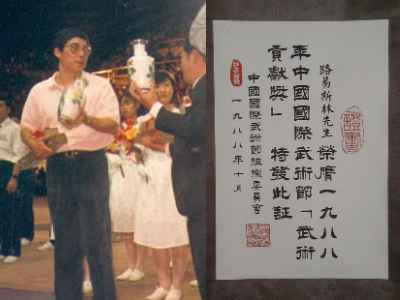
Louis Linn erhåller utmärkelse för sitt bidrag i att sprida och utveckla Wushu (武術貢獻獎) från huvudorganet i det kinesiska Wushuförbundet vid det internationella frisparring inbjudningsturneringen i Shenzhen, Kina, 1988.

För sina framgångar att etablera kinesisk kung fu i Europa tilldelades han 1978 en utmärkelse av ordföranden i The Judo Association of the Republic of China, M.C. Mao. Som ett erkännande av hans kunnande utnämndes han som rådgivare 1976 i den 3:e kongressen av The Taipei Sport Association till Tae Kwon Do kommittén och som styrelsemedlem i och rådgivare till Kuoshu kommittén. 1983 valdes han som Vice President i The Kuoshu Worldwide Promotion Association.
En av de större utmärkelserna fick han 1988 då han tilldelades en wushuutmärkelse (武術貢獻獎) vid det 1st International Free Sparring Invitational Tournament som hölls i Shenzhen, Kina, av Chinese Wushu Association, där han närvarade som lagledare för det svenska wushulandslaget..
Andra erkännanden han fått för sitt arbete med att etablera Wushu är ett rekommendationsbrev 1995 från Li Meng Hua, f.d. ordförande i det kinesiska sportförbundet, det internationella Wushuförbundet och den kinesiska Olympiska kommittén; och rekommendationsbrev 1993 från den kinesiska ambassadören i Sverige, Tang Longbin, för sitt arbete att sprida den kinesiska stridskonsten.

## Filmkarriär
Under kontrakt med Gou Hua and Kai Fa Film Corporations, hade han huvudrollerna i sju kung fu-filmer under perioden 1971–1973.
En av hans första filmer heter ”Winning Gate” vilken senare utgavs på VHS under namnet ”Kings of Kung Fu”. Senare filmer inkluderar ”Dragon Brothers”.